# Virtua Tennis 4
Virtua Tennis 4 è il quinto gioco della serie di Virtua Tennis. È stato pubblicato per PlayStation 3, Xbox 360, PC, Wii, Arcade e PlayStation Vita.

## Modalità di gioco
Virtua Tennis 4 permette al giocatore di controllare alcuni tra i migliori tennisti del mondo. Quando si usa il PlayStation Move, gli spostamenti del personaggio a destra e sinistra sono automatici. Il gioco presenta una visuale dinamica che segue la palla automaticamente in tutti i suoi spostamenti.
Quando la palla è in arrivo, passa a un punto di vista in prima persona, dove il giocatore può vedere la sua racchetta di fronte a sé e aggiustare il tiro di conseguenza.
La modalità Carriera è stata completamente rinnovata, le vecchie stagioni strutturate sul classico calendario sono state infatti sostituite dal nuovo World Tour, nel quale bisognerà seguire diversi itinerari per giungere ai tornei finali di Australia, Francia, Inghilterra e Stati Uniti.

## Giocatori
Il 1º gennaio 2011, sul canale di YouTube della Sega America è approdato un trailer del gioco con una lista parziale dei giocatori, ampliata sul blog ufficiale.
Giocatori ATP
- Rafael Nadal
- Roger Federer
- Novak Đoković
- Andy Murray
- Juan Martín del Potro
- Andy Roddick
- Fernando González
- Tommy Haas
- Philipp Kohlschreiber
- Gaël Monfils
- Andreas Seppi

Giocatrici WTA
- Venus Williams
- Ana Ivanović
- Caroline Wozniacki
- Svetlana Kuznecova
- Marija Šarapova
- Anna Čakvetadze
- Laura Robson

Leggende
- Boris Becker PS3
- Stefan Edberg PS3
- Patrick Rafter PS3
- Jim Courier

## Campi
Grand Slam
- Australia Challenge – Melbourne
- French Cup – Parigi
- England Tennis Classic – Londra
- US Super Tennis – New York

Tornei speciali
- The Tennis Hall (King of Players) – Dallas
- Grand Square (SPT Final) – Chicago
- SPT Arena (Fancy Dress Matches at World Tour)

Tour mondiale
- Asian Championship – South China Sea
- Mediterranean Championship – Marbella
- European Open – Praga
- American Championship – Los Angeles

## Sviluppo
Il primo gioco a essere nuovamente sviluppato dalla Sega AM3, autrice del primo nel 2006, Virtua Tennis 4 è stato annunciato alla convention della Sony inoltre ha sviluppato anche la versione arcade.
Il 7 giugno 2011 la Sega ha confermato che il gioco è disponibile per la console PlayStation Vita.

## Accoglienza
La rivista Play Generation diede alla versione per PlayStation 3 un punteggio di 79/100, apprezzando l'immediatezza della struttura di gioco e la buona risposta ai comandi anche con il Move e come contro la presenza di alcuni elementi grafici migliorabili e le modalità di gioco che non brillavano per originalità, finendo per trovarlo un titolo adatto per chi voleva divertirsi senza troppo impegno mentre erano inqualificabili i controlli del Move.
La stessa testata diede alla versione per PlayStation Vita un punteggio di 90/100, apprezzando la struttura di gioco immediata, i nuovi controlli e le nuove modalità e come contro che gli incontri che mancavano leggermente di profondità, difetto riscontrato anche nell'edizione per PlayStation 3, finendo per trovarla un'ottima conversione del titolo originale, con alcune novità studiate per sfruttare le caratteristiche peculiari della console portatile. La stessa testata lo classificò in seguito come il sesto migliore titolo di sport del 2011.